# 虎丘紹隆
虎丘紹隆（1077～1136），生於北宋熙寧十年，和州含山（今安徽省含山縣）人，虎丘派之祖。禪宗之一派，以虎丘紹隆為祖。
禪師住虎丘山時，眾僧雲集，得法者天童曇華；法孫則有天童密庵咸杰等人；咸杰之下，破庵祖先、松源崇岳、曹源道生等高僧輩出。此脈以虎丘紹隆為開山祖師，故稱其法係為“虎丘派”。
紹隆禪師九歲於佛慧院出家，十五歲受具足戒，二十歲時遊方參學，第一位參學長蘆信禪師。之後參訪了淨照崇信、湛堂文準、黃龍死心悟新諸師。後赴夾山（湖南），隨侍嗣法於圓悟克勤。
於高宗紹興三年（1133），紹隆禪師整理出圓悟克勤禪師一生的上堂、小參、法語、佛事、拈古偈頌等，編纂輯成《圓悟佛果禪師語錄》，讓世人信解臨濟禪師之傳法宗風。

## 生平
紹興六年（1136）禪師示現微疾，寫下了最後的開示：“無法可說，是名說法，所以佛法，無有剩語，珍重。”隨後擲筆離世。世壽六十，戒臘四十五，為南嶽下十五世，世稱虎丘紹隆。

## 師承
圓悟克勤

## 弟子
應庵曇華

## 外部連結
- 虎丘绍隆禅师语录